# Bushbuckridge
Bushbuckridge è un centro abitato del Sudafrica, situato nella provincia di Mpumalanga.